# Aridella bowleri
Aridella bowleri är en spindelart som beskrevs av Michael Ilmari Saaristo 2002. Aridella bowleri ingår i släktet Aridella och familjen dansspindlar.
Artens utbredningsområde är Seychellerna. Inga underarter finns listade i Catalogue of Life.